# 호르스트 흐루베슈
호르스트 흐루베슈(Horst Hrubesch, 1951년 4월 17일 ~, 노르트라인베스트팔렌주 함)는 은퇴한 독일의 축구 선수이자 감독이다. 그의 별명은 헤딩 능력에서 파생된 헤딩-괴물 (Das Kopfball-Ungeheuer)이다.

## 경력
흐루베슈는 대기만성형 선수들 중 한명이었다. 그는 24세가 되기 전까지 소규모 클럽에서 활약하다가 로트바이스 에센에 합류하였다. 그곳에서 충분히 훌륭한 활약을 펼친 그는 함부르거 SV로 이적하였고, 그는 이곳에서 분데스리가의 다득점 공격수들 중 한명이 되었고, 얼마 되지 않아 독일 국가대표팀에 차출되었다. 흐루베슈는 전 HSV 선수였던 만프레트 칼츠와의 조합으로 알려져 있는데, 라이트 백인 칼츠는 흐루베슈가 헤딩으로 연결할 골을 다수 공급하였다.

## 국제 경력
벨기에와의 UEFA 유로 1980 결승전 경기 결승골의 영웅이 된 흐루베슈는 로마에서 두 골을 득점하였는데, 이 중 그의 2번째 골은 89분에 그의 전매특허인 총알같은 헤딩슛으로 득점하였다. 이 날은 몇 주 전의 노팅엄 포리스트 FC에 패한 유러피언컵 결승전까지만 해도 발목 부상으로 다리를 절며 그라운드를 누비던 함부르거 SV의 크고 묵직한 중앙 공격수에게 영예로운 구제의 날이 되었다. 뒤늦게 국제무대에 입장한 흐루베슈는 클라우스 피셔가 다리 부상으로 빠지면서 서독 국가대표팀에 합류할 수 있었고, 이 벨기에와의 경기는 겨우 그의 5번째 국가대표팀 경기였다. 그는 통산 21번의 국가대표팀 경기 출전에 그쳤고, 마지막에 출전한 경기는 1982년 FIFA 월드컵 결승전이었다. 세 차례 마이스터샬레를 획득했던 그는 1983년에 아테네에서 열린 우승후보인 유벤투스와의 유러피언컵 결승전에서 1-0의 놀라운 승리를 거둘 때에 팀의 주장을 맡았었다.
그가 거둔 가장 큰 성과들은 막판의 2차례 괴물 (Ungeheuer) 헤딩골로 승부에 쐐기를 박은 UEFA 유로 1980 우승과 유벤투스를 상대로 거둔 1983년의 유러피언컵 우승이었다. 그는 1979년, 1982년, 그리고 1983년에 마이스타샬레를 획득하였다. 그는 분데스리가에서 224경기에 출전하여 136골을 득점하였고, 국가대표팀 경기에 21번 출전하였다.
그는 오스트리아와의 1982년 FIFA 월드컵 조별리그 마지막 경기에서 점수를 1-0으로 조작하는 히혼의 수치 사건에 가담하여 헤딩슛으로 골을 넣음으로서 승부조작사의 역할을 했다. 하지만 프랑스와의 1982년 FIFA 월드컵 준결승전에서 연장전까지 3-3의 숨막히는 접전 끝에 비긴 후 결승 페널티 골을 성공시킨 것으로 유명하다. 아일랜드 TV 평론가 지미 마지는 승부차기 동전 던지기가 진행되는 와중에 흐루베슈를 "'괴물'이라 불린 사나이"라 평하며 영미권에 알렸다. 그 때 승부차기를 실축했었던 울리 슈틸리케는 흐루베슈의 골로 독일이 승리했을 때 울었다고 한다.

## 감독 경력
선수 경력을 성공리에 마친 흐루베슈는 감독직을 시작하였으나 분데스리가와 해외에서 여러 차례의 성공적이지 못한 임기를 보내다가 독일 축구 협회에 의해 유소년 대표팀 감독으로 일하기 시작하였다. 2008년 11월 5일, 그는 독일 U-21 축구 국가대표팀의 감독 대행을 맡게 되었다.
2009년 6월, 그는 독일을 2009년 UEFA U-21 축구 선수권 대회의 결승전으로 이끌었고, 여기에서 잉글랜드 U-21 국가대표팀을 4-0으로 꺾으며 우승하였다.
2009년 11월 11일, 그는 DFB의 U-19 국가대표팀 감독을 맡을 것으로 발표되었다.
2013년 6월 20일, 그는 독일 U-21 국가대표팀의 신임 감독으로 선임되었다. 그는 2013년 UEFA U-21 축구 선수권 대회 조기 탈락을 책임지고 떠난 라이너 아드리온의 후임이 되었다.
2016년 하계 올림픽에서는 독일 U-23 국가대표팀을 맡았다. 독일은 이 대회에서 은메달을 획득했다. 2018년 3월 13일부터 2018년 11월 30일까지 독일 여자 축구 국가대표팀 감독을 역임했다.

## 수상

### 선수
- 분데스리가 우승: 1978-79, 1981-82, 1982-83
- 유러피언컵 우승: 1982-83, 준우승: 1979-80
- UEFA컵 준우승: 1981-82
- UEFA 유로 1980 우승
- 1982년 FIFA 월드컵 준우승

#### 개인
- 분데스리가 득점왕: 1981-82
- UEFA 유로 대회 베스트 : 1980

### 감독
- 2008년 UEFA U-19 축구 선수권 대회
- 2009년 UEFA U-21 축구 선수권 대회
- 올림픽 은메달 : 2016

## 같이 보기
- 히혼의 수치